# Бузаветі
Бузаветі (груз. ბუზავეთი) — село в Грузії.
За даними перепису населення 2014 року в селі проживає 190 осіб.